# Нафтова промисловість України
Нафтопереро́бна промисло́вість Украї́ни — галузь промисловості України, що здійснює переробку сирої нафти на бензин, дизельне паливо та інші нафтопродукти.

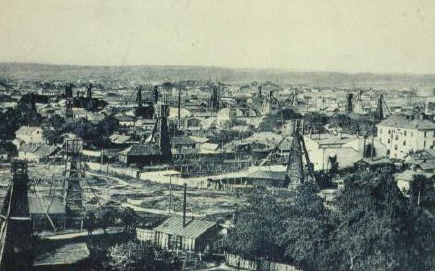
Панорама м. Борислава. Нафтові вежі. Поштова листівка 1920-ті рр.

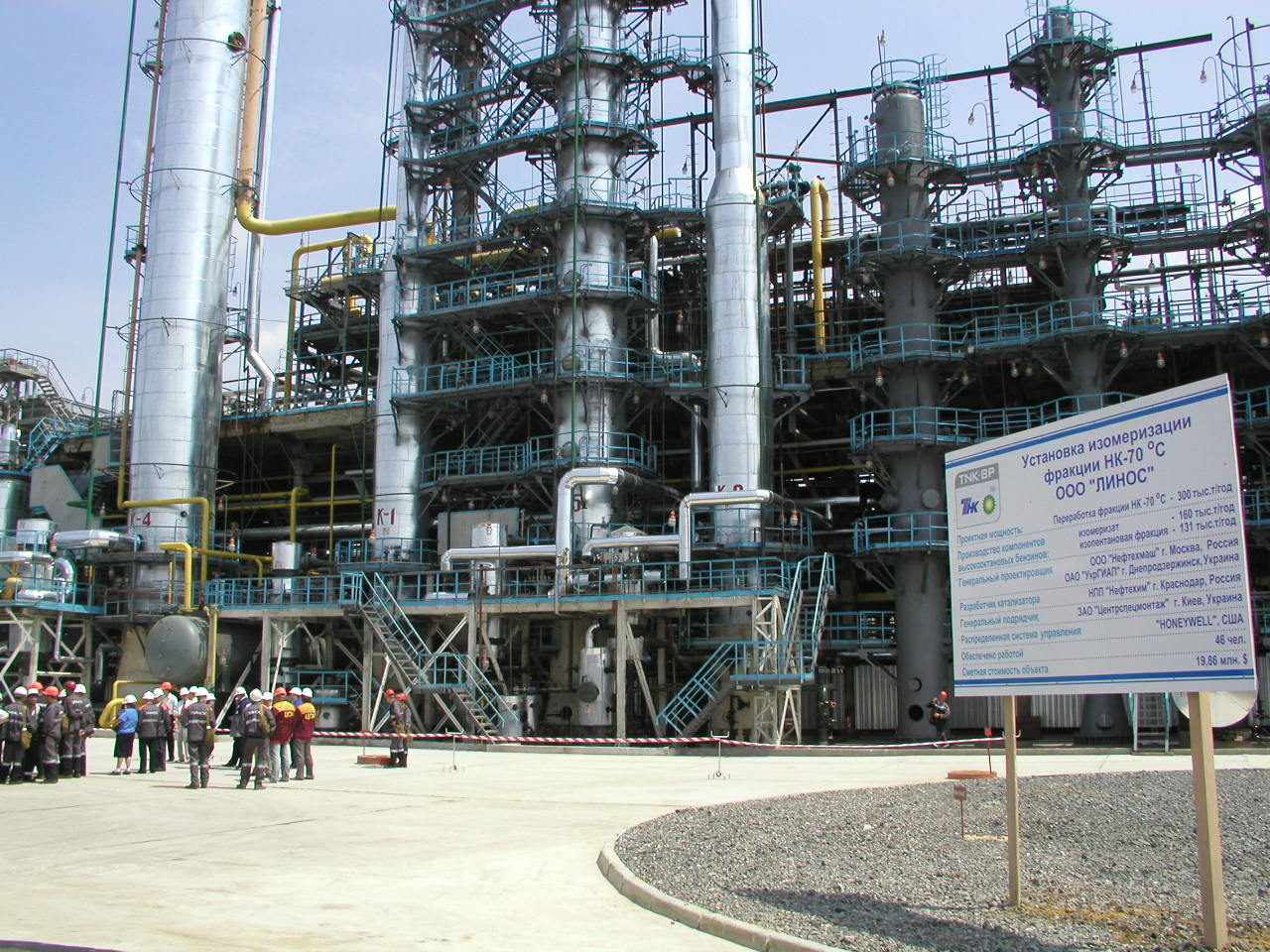
Нова установка ізомеризації на Лисичанському НПЗ. Наші дні.

В Україні перші нафтопереробні заводи виникли на Прикарпатті, що належало Австро-Угорщині.
Свого найвищого розквіту галузь зазнала в Українській РСР у 1970-х, коли встановлено максимум видобутку нафти та газу.
Продукцію промисловості використовують підприємства нафтохімічної промисловості. Порівнюючи розвиток нафтопереробної промисловості 1990 з 2000, виробничі обороти скоротилися на 71%.

## Історія розвитку галузі
Інтенсивний розвиток нафтової й газової промисловості пов'язаний з відкриттям у 1850—1860-х та інтенсивним розробленням ряду великих родовищ нафти та газу в Західному (Передкарпатський прогин), Східному (Дніпровсько-Донецька западина) та Причорноморсько-Кримській газоносній області.

Викид нафти і газу та пожежа на свердловині «Ойл-Сіті». Поштова листівка початку XX ст.

### Історія нафтогазовидобування в Західній Україні
В Україні перші нафтопереробні заводи виникли на Прикарпатті — у Бориславі, Львові, Дрогобичі, Надвірній.
У 1848 у Дрогобичі почав працювати завод Шрайнера й Герца по перегонці нафти.
У 1853 Австрійське імперське бюро патентів видало винахіднику Іванові Зеху патент на спосіб очищення нафтових дистилятів.
У 1859 у Дрогобичі збудовано першу вітчизняну нафтоперегінну установку.
У 1863 почала працювати нафтоперегінна установка у Болехові. У 1866 почалася постійна промислова переробка нафти у Дрогобичі (завод Готліба, де працювало 200 робітників).
У 1882 нафтоперегінний завод побудовано в Печеніжені (500 робітників).

### Історія нафтогазовидобування у УРСР
Найбільшого рівня видобутку нафти (разом з газоконденсатом) — 14,4 млн тонн — було досягнуто у 1972, газу — 68,7 млрд куб. м — у 1975.
У 1976 в Києві створили відділ Інституту геології й розробляння займистих копалин Міністерства нафтової промисловості СРСР, основними завданнями якого були теоретичне обґрунтування, розробляння методики та використання аерокосмічних знімків на пошук родовищ нафти та газу. При відділі понад десяти років успішно діяли курси підвищення кваліфікації з цих питань. У 1992 на базі цього відділу та відділу дистанційних методів Інституту геологічних наук НАН України створили Центр аерокосмічних досліджень Землі.

## Динаміка видобутку
| Видобуток нафти в Україні (включаючи газовий конденсат), млн. т | Видобуток нафти в Україні (включаючи газовий конденсат), млн. т | Видобуток нафти в Україні (включаючи газовий конденсат), млн. т | Видобуток нафти в Україні (включаючи газовий конденсат), млн. т | Видобуток нафти в Україні (включаючи газовий конденсат), млн. т | Видобуток нафти в Україні (включаючи газовий конденсат), млн. т | Видобуток нафти в Україні (включаючи газовий конденсат), млн. т | Видобуток нафти в Україні (включаючи газовий конденсат), млн. т | Видобуток нафти в Україні (включаючи газовий конденсат), млн. т | Видобуток нафти в Україні (включаючи газовий конденсат), млн. т | Видобуток нафти в Україні (включаючи газовий конденсат), млн. т |
| Рік                                                             | 1870                                                            | 1871                                                            | 1872                                                            | 1873                                                            | 1874                                                            | 1875                                                            | 1876                                                            | 1877                                                            | 1878                                                            | 1879                                                            |
| --------------------------------------------------------------- | --------------------------------------------------------------- | --------------------------------------------------------------- | --------------------------------------------------------------- | --------------------------------------------------------------- | --------------------------------------------------------------- | --------------------------------------------------------------- | --------------------------------------------------------------- | --------------------------------------------------------------- | --------------------------------------------------------------- | --------------------------------------------------------------- |
| Нафта, млн. т                                                   | 0,02▲                                                           | н.д.                                                            | н.д.                                                            | н.д.                                                            | н.д.                                                            | 0,03▲                                                           | н.д.                                                            | н.д.                                                            | н.д.                                                            | н.д.                                                            |
| Рік                                                             | 1880                                                            | 1881                                                            | 1882                                                            | 1883                                                            | 1884                                                            | 1885                                                            | 1886                                                            | 1887                                                            | 1888                                                            | 1889                                                            |
| Нафта, млн. т                                                   | 0,04▲                                                           | н.д.                                                            | н.д.                                                            | н.д.                                                            | н.д.                                                            | 0,07▲                                                           | н.д.                                                            | н.д.                                                            | н.д.                                                            | н.д.                                                            |
| Рік                                                             | 1890                                                            | 1891                                                            | 1892                                                            | 1893                                                            | 1894                                                            | 1895                                                            | 1896                                                            | 1897                                                            | 1898                                                            | 1899                                                            |
| Нафта, млн. т                                                   | н.д.                                                            | н.д.                                                            | н.д.                                                            | н.д.                                                            | н.д.                                                            | н.д.                                                            | н.д.                                                            | н.д.                                                            | н.д.                                                            | н.д.                                                            |
| Рік                                                             | 1900                                                            | 1901                                                            | 1902                                                            | 1903                                                            | 1904                                                            | 1905                                                            | 1906                                                            | 1907                                                            | 1908                                                            | 1909                                                            |
| Нафта, млн. т                                                   | 0,325▲                                                          | н.д.                                                            | н.д.                                                            | н.д.                                                            | н.д.                                                            | н.д.                                                            | н.д.                                                            | н.д.                                                            | н.д.                                                            | 2,001▲                                                          |
| Рік                                                             | 1910                                                            | 1911                                                            | 1912                                                            | 1913                                                            | 1914                                                            | 1915                                                            | 1916                                                            | 1917                                                            | 1918                                                            | 1919                                                            |
| Нафта, млн. т                                                   | н.д.                                                            | н.д.                                                            | н.д.                                                            | 1,047▼                                                          | н.д.                                                            | н.д.                                                            | н.д.                                                            | н.д.                                                            | н.д.                                                            | н.д.                                                            |
| Рік                                                             | 1920                                                            | 1921                                                            | 1922                                                            | 1923                                                            | 1924                                                            | 1925                                                            | 1926                                                            | 1927                                                            | 1928                                                            | 1929                                                            |
| Нафта, млн. т                                                   | н.д.                                                            | н.д.                                                            | н.д.                                                            | н.д.                                                            | н.д.                                                            | н.д.                                                            | н.д.                                                            | н.д.                                                            | 0,7▼                                                            | 0,601▼                                                          |
| Рік                                                             | 1930                                                            | 1931                                                            | 1932                                                            | 1933                                                            | 1934                                                            | 1935                                                            | 1936                                                            | 1937                                                            | 1938                                                            | 1939                                                            |
| Нафта, млн. т                                                   | н.д.                                                            | н.д.                                                            | н.д.                                                            | н.д.                                                            | н.д.                                                            | н.д.                                                            | н.д.                                                            | н.д.                                                            | 0,37▼                                                           | н.д.                                                            |
| Рік                                                             | 1940                                                            | 1941                                                            | 1942                                                            | 1943                                                            | 1944                                                            | 1945                                                            | 1946                                                            | 1947                                                            | 1948                                                            | 1949                                                            |
| Нафта, млн. т                                                   | 0,353▲                                                          | н.д.                                                            | н.д.                                                            | н.д.                                                            | н.д.                                                            | н.д.                                                            | н.д.                                                            | н.д.                                                            | н.д.                                                            | н.д.                                                            |
| Рік                                                             | 1950                                                            | 1951                                                            | 1952                                                            | 1953                                                            | 1954                                                            | 1955                                                            | 1956                                                            | 1957                                                            | 1958                                                            | 1959                                                            |
| Нафта, млн. т                                                   | 0,293▼                                                          | н.д.                                                            | н.д.                                                            | н.д.                                                            | 0,415▲                                                          | 0,531▲                                                          | н.д.                                                            | н.д.                                                            | 1,236▲                                                          | 1,627▲                                                          |
| Рік                                                             | 1960                                                            | 1961                                                            | 1962                                                            | 1963                                                            | 1964                                                            | 1965                                                            | 1966                                                            | 1967                                                            | 1968                                                            | 1969                                                            |
| Нафта, млн. т                                                   | 2,159▲                                                          | 2,837▲                                                          | н.д.                                                            | н.д.                                                            | 5,648▲                                                          | 7,580▲                                                          | н.д.                                                            | н.д.                                                            | н.д.                                                            | н.д.                                                            |
| Рік                                                             | 1970                                                            | 1971                                                            | 1972                                                            | 1973                                                            | 1974                                                            | 1975                                                            | 1976                                                            | 1977                                                            | 1978                                                            | 1979                                                            |
| Нафта, млн. т                                                   | 13,909▲                                                         | н.д.                                                            | 14,5▲                                                           | н.д.                                                            | н.д.                                                            | 12,770▼                                                         | н.д.                                                            | н.д.                                                            | н.д.                                                            | н.д.                                                            |
| Рік                                                             | 1980                                                            | 1981                                                            | 1982                                                            | 1983                                                            | 1984                                                            | 1985                                                            | 1986                                                            | 1987                                                            | 1988                                                            | 1989                                                            |
| Нафта, млн. т                                                   | 7,499▼                                                          | н.д.                                                            | н.д.                                                            | н.д.                                                            | н.д.                                                            | 5,848▼                                                          | 5,683▼                                                          | 5,583▼                                                          | н.д.                                                            | н.д.                                                            |
| Рік                                                             | 1990                                                            | 1991                                                            | 1992                                                            | 1993                                                            | 1994                                                            | 1995                                                            | 1996                                                            | 1997                                                            | 1998                                                            | 1999                                                            |
| Нафта, млн. т                                                   | 5,3▼                                                            | 4,9▼                                                            | 4,5▼                                                            | 4,2▼                                                            | 4,2▼                                                            | 4,1▼                                                            | 4,1▼                                                            | 4,1▼                                                            | 3,9▼                                                            | 3,8▼                                                            |
| Рік                                                             | 2000                                                            | 2001                                                            | 2002                                                            | 2003                                                            | 2004                                                            | 2005                                                            | 2006                                                            | 2007                                                            | 2008                                                            | 2009                                                            |
| Нафта, млн. т                                                   | 3,655▼                                                          | 3,677▲                                                          | 3,698▲                                                          | 3,912▲                                                          | 4,075▲                                                          | 4,398▲                                                          | 4,342▼                                                          | 4,456▲                                                          | 4,245▼                                                          | 3,951▼                                                          |
| Рік                                                             | 2010                                                            | 2011                                                            | 2012                                                            | 2013                                                            | 2014*                                                           | 2015*                                                           | 2016*                                                           | 2017*                                                           | 2018*                                                           | 2019*                                                           |
| Нафта, млн. т                                                   | 3,546▼                                                          | 3,316▼                                                          | 3,290▼                                                          | 2,960▼                                                          | 2,729▼                                                          | 2,475▼                                                          | 2,272▼                                                          | 2,167▼                                                          | 2,293▲                                                          | 2,433▲                                                          |
| Рік                                                             | 2020*                                                           | 2021                                                            | 2022                                                            | 2023                                                            | 2024                                                            | 2025                                                            | 2026                                                            | 2027                                                            | 2028                                                            | 2029                                                            |
| Нафта, млн. т                                                   | 2,405▼                                                          |                                                                 |                                                                 |                                                                 |                                                                 |                                                                 |                                                                 |                                                                 |                                                                 |                                                                 |

- — 2014—2020 роки не враховані видобутки на окупованій Росією територією України.

## Географія покладів нафти і газу
В Україні виділяють три нафтогазоносні регіони: Східний, Західний та Південний.

### Східний нафтогазоносний регіон
Східний регіон утворився на Дніпровсько-Донецькій нафтогазоносній області і наразі є найпродуктивнішим за обсягами видобутку вуглеводнів в Україні. Він має близько 85% запасів природного газу та близько 61% видобувних запасів нафти України. Географічно розташований в межах Чернігівської, Сумської, Полтавської, Дніпропетровської, Харківської, Луганської та частково Донецької області.

### Західний нафтогазоносний регіон
Західний регіон включає в себе Передкарпатську, Карпатську, Волино-Подільську нафтогазоносні та Закарпатську газоносну область. Географічно розміщується у Волинській, Львівській, Івано-Франківській, Чернівецькій та Закарпатській областях.

### Південний нафтогазоносний регіон
Південний регіон утворюють Переддобрудзька, Причорноморсько-Кримська, Індоло-Кубанська та Азовсько-Березанська нафтогазоносні області. Географічно розташований в Одеській, Миколаївській, Херсонській, Запорізькій і частково Донецькій області, а також у Криму.

## Сучасний стан галузі

### Сучасна нафтопереробна промисловість України
Сучасна нафтопереробна промисловість України представлена шістьма нафтопереробними заводами загальною потужністю первинної переробки 51—54 млн т нафти на рік (це перевищує аналогічні потужності Польщі, Угорщини, Чехії та Словаччини взяті разом). Найпотужніші підприємства нафтопереробної промисловості України розташовані в Кременчуку, Лисичанську і Херсоні. Ці заводи виробляють 50 видів нафтопродуктів (всього відомо понад 300 найменувань цих продуктів). В умовах економічної кризи кінця XX ст., що вразила постсоціалістичні країни, завантаженість вітчизняних нафтопереробних заводів знаходиться на рівні 25%.
Застарілі технології та обладнання обумовлюють малу глибину переробки нафти — близько 55—65% проти 80—90% в розвинених країнах. Загальні номінальні потужності установок поглибленої переробки нафти (каталітичного крекінгу, коксування, термічного крекінгу, виробництва масел, бітумів) на всіх НПЗ України становить 6,92 млн т на рік (1999), з них каталітичного крекінгу — 3,68 млн т на рік, що становить відповідно 13,5 та 7,2% загальних потужностей переробки сирої нафти. Основні поставки нафти — з Росії, Казахстану та вітчизняні. Загальна довжина магістральних газопроводів — 35 тис. км, нафтопроводів — 4 тис. км. Україна має 12 підземних сховищ газу, що за своїм об'ємом є найбільшими в Європі. Науково-технічне забезпечення Н.к. в Україні здійснюють 17 науково-дослідних та проектних інститутів. Діють Українська нафтогазова академія, Укрнафтохімпроект, профільні вищі навчальні заклади.
Переробна база Компанії складається з шести газопереробень, що входять до складу ДК «Укргазвидобування» та ВАТ «Укрнафта», виробляючи на них скраплений газ, моторні палива й інші типи нафтопродуктів. Шебелинська переробня «Укргазвидобування» потужністю 720 тис. тонн на рік є найсучасніше підприємство нафтопереробної галузі України. Мастила та оливи виробляє найбільше в СНД спеціалізоване підприємство — ПАТ «АЗМОЛ».
Транспортний напрямок діла Компанії уособлюють оператори газової та нафтової трубопровідних мереж України — ДК «Укртрансгаз» та ВАТ «Укртранснафта». ДАТ «Укрспецтрансгаз» є оператор з перевезення скраплених газів у межах України.
Газ на внутрішньому ринку України продає дочірня компанія «Газ України». Виробничо-збутове підприємство «Нафтогаз» у вересні 2002 року визначено оператором зі створення фірмової мережі паливниць НАК «Нафтогаз України». ДП «Укрнафтогазкомплект» централізовано постачає матеріально-технічні ресурси на потреби підприємств «Нафтогазу України».
У вересні 2002 року Компанія ухвалила створити фірмову мережу паливниць, що доповнить уже наявну загальноукраїнську систему заправляння автомобілів стиснутим газом.

## Обсяг та глибина перероблення
Постачання нафти на нафтопереробні заводи України, а також на Шебелинський ГПЗ у 2010 році склали 11,06 млн т, що на 3,3% менше аніж у 2009 році. За 11 місяців 2011 року постачання склало 7,067 млн т. Так, російської нафти було перероблено 4,26 млн т, української 1,94 млн т, азербайджанської 704,7 тис. т та казахської 141,4 тис. т.
Понад 90% видобутку нафти та газу в Україні здійснює Національна акціонерна компанія «Нафтогаз України» через власні дочірні підприємства: ДК «Укргазвидобування», ПАТ «Укрнафта» та ДАТ «Чорноморнафтогаз». Частки цих компаній у сукупному видобутку «Нафтогазу України» наведено у таблиці.
| Частки дочірніх компаній НАК «Нафтогаз Україні» у загальному видобутку нафти та газу, % За результатами I кварталу 2009 року | Частки дочірніх компаній НАК «Нафтогаз Україні» у загальному видобутку нафти та газу, % За результатами I кварталу 2009 року | Частки дочірніх компаній НАК «Нафтогаз Україні» у загальному видобутку нафти та газу, % За результатами I кварталу 2009 року |
| Компанія | Видобуток нафти | Видобуток газу |
| --- | --- | --- |
| Укргазвидобування | 20% | 79% |
| Укрнафта | 78% | 15% |
| Чорноморнафтогаз | 2% | 6% |

Відкрите акціонерне товариство «Укрнафта» — найбільша сучасна нафтовидобувна компанія України, що видобуває 75% нафти й газового конденсату загального обсягу видобутку в країні. ВАТ «Укрнафта» створено 31.03.1994 р. корпоратизацією підприємства "Виробниче об'єднання «Укрнафта» на виконання Указу Президента України «Про корпоратизацію підприємств» від 15.06.1993 р. № 210/93, наказу Мінекономіки від 22,11,93 р. № 90 й Наказу Держкомнафтогазу № 57 від 23.02.94р. Перше свідоцтво про реєстрацію випуску цінних паперів Мінфін України видав ВАТ «Укрнафта» 25.05,94 р. за № 201/0/94 р. 50%+1 акція «Укрнафти» належать НАК «Нафтогаз України», 41% акцій контролює група «ПриватБанку». У 2004 р. «Укрнафта» забезпечувала понад 90% видобутку нафти в Україні, 40% газового конденсату й 17% видобутку природного газу. Було видобуто понад 3 млн т нафти та 3,35 млрд м³ газу. Чистий прибуток за 2004 р. становить 1 мільярд 347 мільйонів 36 тисяч 188 гривень.
Навесні 1998 р. створено Національну акціонерну компанію «Нафтогаз України», як вертикально інтегрована нафтогазова компанія, що здійснює повний цикл операцій з розвідки та розробляння родовищ, розвідувального та експлуатаційного буріння, видобутку, транспортування та зберігання нафти й газу, постачання природного та скрапленого газу споживачам. Її дочірні компанії: «Газ України», «Укргазвидобування» й «Укртрансгаз», Понад 97% нафти й газу в Україні видобувають підприємства Компанії.
100% статутного фонду «Нафтогазу України», розмір якого дорівнює $650 млн, належить Кабінету Міністрів України.
Стратегічними цілями Компанії залишаються посилення вертикальної інтеграції з виходом на роздрібний ринок нафтопродуктів та в нафтохімічну промисловість; закріплення позицій головного транзитера російського газу до європейських країн, створення диверсифікованої ресурсної бази за межами України.
Сьогодні частина нафти й газу в загальному балансі використання первинних енергоресурсів України становить 61%. Пріоритетним енергоресурсом є природний газ, частина якого в енергобалансі за останні роки становить 41—43%.
Україна належить до країн з дефіцитом власних природних вуглеводневих ресурсів, задовольняючи потребу в газі коштом власного видобутку на 20—25%, у нафті — на 10—12%.
1991 р. споживання природного газу становило 118,1 млрд куб. метрів і країна посідала 3 місце у світі щодо рівня споживання газу, поступаючись тільки США й Росії. За останні 10 років використання природного газу в Україні зменшилося на понад третину, і 2001 р. склало 70,5 млрд куб. метрів.
Споживання нафти й нафтопродуктів в Україні за останні роки стабілізувалося на рівні 12—14 млн тонн на рік.
2000 р. в Україні видобули загалом 18,1 млрд кубометрів природного газу, 2001 р. — 18,4 млрд, а 2002-го — 18,8 млрд.
За останні роки тільки підприємства НАК «Нафтогаз України» знайшли 9 газових родовищ в межах Дніпровсько-Донецької западини та 5 у Західному регіоні. Особливо важить відкриття на українському шельфі Чорного та Азовського морів 4 родовищ природного газу, що свідчить про великі перспективи видобутку шельфової зони. Її передбачені запаси складають близько 1 трлн кубометрів газу.

## Проблеми і перспективи
Для забезпечення зростання видобутку газу і нафти необхідно залучати інвестиції для розвідки нових родовищ та підготовки до промислового видобутку, проте їх теперішній обсяг є недостатнім. Потреба в інвестиціях становить 2,1-2,3 млрд гривень щороку, це дозволить збільшити щорічний видобуток до 22 млрд м3.
Значні перспективи видобутку газу є на шельфі Чорного й Азовського морів, але, окрім проблем недосконалого законодавства, негараздів з видачею ліцензій та інших бюрократичних перепон, є і інші ускладнення: видобуток на шельфі є складнішим технологічно і потребує більших витрат. Тому для значного зростання видобутку (приблизно на 4 млрд м3) на шельфі потрібно вкласти до 2 млрд доларів для розвідки, підготовки родовищ, закупівлі коштовного обладнання для глибоководного буріння тощо. Іншою проблемою є невизначеність морських кордонів України та Росії, що не дозволяє почати масштабне освоєння низки родовищ (площа Паласса, Одеське, Безіменне тощо). Розширення розвідки та видобутку стримується також проблемою ціни на газ: оскільки українські компанії повинні реалізувати видобутий газ переважно населенню та бюджетним організаціям за заниженою ціною, вони не можуть акумулювати достатньо коштів на інвестування коштовних проектів видобутку, особливо у глибоководній частині шельфу. Залучення іноземних інвестицій стримується низкою чинників, серед яких виділяють недосконалі механізми видачі ліцензій на розвідку і розробку родовищ (складність, непрозорість та ін.), непередбачуваність дій влади в довгостроковій перспективі щодо зміни «правил гри», нестабільність політичної ситуації в країні, а також значні ризики щодо повернення вкладених інвестицій і одержання прибутку.

## Нафтопереробні підприємства
В Україні діють шість нафтарень, які разом можуть переробляти 51 мільйон тонн сирої нафти на рік.

### Кременчуцький НПЗ
Кременчуцький НПЗ розташований в однойменному місті Полтавської області і є головним підприємством ПАТ "Транснаціональна фінансово-промислова нафтова компанія «Укртатнафта». Завод розпочав роботу у 1961 році, і перебував у державній власності до 1994 року, коли була створена спільна українсько-татарська компанія. Україна тоді передала до статутного фонду Кременчуцький НПЗ, а Татарстан — акції добувних компаній і грошові кошти. До 2009 року Татарстан здійснював контроль за «Укртатнафтою» з чотирьох напрямків: Міністерство земельного майна Татарстану (28,77% акцій компанії), «Татнафта» (8,61% акцій), американська «SeaGroup International» з 9,96% акцій та швейцарська компанія «Amruz Trading» (8,34%). З української сторони НАК «Нафтогаз України» належало 43,05% акцій «Укртатнафти», підконтрольній групі «Приват» компанії «Корсан» — 1,27% акцій.
У 2010 році акції «Amruz Trading» та «SeaGroup» (усього 18,3% акцій) рішенням українського суду були повернені «Укртатнафті». Ухвала була аргументована тим, що ці компанії так і не сплатили векселі, якими розраховувались за придбані у 1995 році акції «Укртатнафти». Потім пакет акцій «Amruz Trading» та «SeaGroup» за 2,1 млрд грн. придбала компанія «Корсан». Пізніше ще 28,77% акцій, які належали Татарстану, були продані за 2,6 млрд грн. Врешті решт уряд Татарстану вивів зі складу «Укртатнафти» свою частину вкладу в установчий фонд — компанію «Татнафтопром» — і продав її акції нафтовій компанії «Алойл». Таким чином, сьогодні татарстанські акціонери позбулися своїх пакетів акцій українського НПЗ, НАК «Нафтогаз України» досі належить 43,054%, решта акцій зосереджена у компаній, афілійованих з групою «Приват».
Потужності заводу дозволяють переробляти 18,6 млн т сировини на рік. Нафта надходить на підприємство переважно нафтопроводами Гнідинці — Глинсько-Розбишівське — Кременчук (сировина східноукраїнського походження), Самара — Головашівка — Кременчук та Самара — Лисичанськ — Кременчук (сировина з Росії та Казахстану), а також залізничним транспортом. Використовується також азербайджанська нафта.
Станом на червень 2013 року Кременчуцький НПЗ є лідером України з імпорту нафтопродуктів в Україну та її переробки, імпортувавши 1 млн 73,5 тис. тонн

### Лисичанський НПЗ
Лисичанський НПЗ (ПАТ «ЛИНИК») розташований в місті Лисичанськ Луганської області. Підприємство є наймолодшим з нафтопереробних заводів України, його перша черга збудована у жовтні 1976 року. Завод було орієнтовано на забезпечення темними нафтопродуктами ТЕЦ Донбасу, а також на задоволення потреб у світлих нафтопродуктах (бензині та дизельному паливі) Краснодарського і Ставропольського краю. До початку 90-х Лисичанський НПЗ відігравав провідну роль у вітчизняній нафтопереробці — 1991 року було перероблено 23,7 млн т нафти, що досі є рекордним для заводу показником. Проте надалі обсяги переробки почали знижуватися, а заборгованість підприємства зростала. Так, 1999 року завод переробив усього 531 тис. т сировини. 

У липні 2000 було укладено угоду про продаж контрольного пакету акцій (67,41%) ВАТ «Лисичанськнафтооргсинтез» російській компанії ТНК. Зміна власника покращила ситуацію, і 2004 року завод переробив вже 6,6 млн т нафти. Сьогодні підприємство може переробити близько 8 млн т сировини на рік. 

Наразі власником виробничих потужностей Лисичанського НПЗ є ПАТ «ЛИНИК», яке входить у групу компаній ТНК-BP в Україні. Постачання нафти здійснюється нафтопроводом Самара — Лисичанськ, а також залізничним транспортом. Станом на червень 2011 до 80% бензину та до 60% зрідженого газу, що виробляється на заводі, прямує на експорт, головним чином у Росію.

### Херсонський НПЗ
ПАТ «Херсоннафтопереробка», збудований в 1938 р. — щорічно може переробляти 7,1 млн тонн нафти (станом на 2005 рік).

### НПК-Галичина
ПАТ «Нафтопереробний Комплекс Галичина» (м. Дрогобич, Львівська область), збудований 1863 р., — потужність, станом на 2005 рік, близько 3,5 млн тонн сирої нафти на рік.

### Одеський НПЗ
ВАТ «Одеський НПЗ» (м. Одеса, Одеська область), збудований 1935 р., — потужність, станом на 2005 рік, близько 2,8 млн тонн сирої нафти на рік. Викуплений російською компанією Лукойл у 1999 році. У червні 2013 року Лукойл продала ОНПЗ українській корпорації СЄПЕК, яку контролює так звана 5-та колона «сім'ї» Сергій Курченко.

### Нафтохімік Прикарпаття
ПАТ «Нафтохімік Прикарпаття» (м. Надвірна, Івано-Франківська область), збудований 1897 р., — потужність, станом на 2005 рік, — 2,6 млн тонн на рік.
- ВАТ «Львівський дослідний нафтомаслозавод» (м. Львів, Львівська область), збудований 1896 р.

## Газопереробні заводи[29]
- Гнідинцівський ГПЗ, м. Варва Чернігівська область.
- Долинський ГПЗ, м. Долина Івано-Франківська область.
- Качанівський ГПЗ, Сумська область.
- Шебелинський ГПЗ, Харківська область.
- Яблунівський ГПЗ, Полтавська область.